# In the Court of the Dragon
In the Court of the Dragon - десятий студійний альбом американського хеві-метал гурту Trivium. Реліз відбувся 8 жовтня 2021 року на лейблі Roadrunner Records і був спродюсований Джошем Вілбуром.

## Передісторія та промо
У червні 2020 року гітарист Корі Больє повідомив, що група вже працює над продовженням альбому What the Dead Men Say, перебуваючи на карантині через пандемію COVID-19, зазначивши, що матеріал, над яким вони працюють, звучить "по-справжньому люто"
7 липня 2021 року гурт пожартував, що планує випустити нову платівку в п'ятницю, 9 липня, випустивши 2-хвилинний відеотрейлер, в якому натякнув на потенційно нову музику. В цей день гурт офіційно випустив новий сингл і заголовний трек In the Court of the Dragon разом з відеокліпом. 10 серпня гурт почав публікувати на своїх сторінках у соціальних мережах більш загадкові зображення та відео, що стосуються ще одного нового синглу. Другий сингл, Feast of Fire, був випущений 12 серпня разом з відповідним відеокліпом. Тоді ж гурт анонсував і сам альбом, обкладинку, трек-лист та дату виходу.
19 серпня було оголошено про колаборацію Trivium та ігрової студії Bethesda, в рамках якої буде знято відеокліп за мотивами The Elder Scrolls Online. 1 жовтня, за тиждень до виходу альбому, гурт представив третій сингл The Phalanx разом із супровідним відеокліпом. Сингл є завершальним треком альбому і перезаписом вилученої пісні з сесій Shogun. Кліп на The Shadow of the Abattoir вийшов 17 листопада 2022 року.

## Композиція

### Стиль і тематика
Жанр альбому описується в першу чергу як треш-метал, прогресивний метал, металкор, та хеві-метал. Обкладинкою альбому стала картина Матьє Нозьєра. З приводу обкладинки Гіфі розповів: "Поки музика In the Court of the Dragon формувалася, ми знали, що нам потрібна епічна картина такого типу, яку можна було б побачити на стіні великого музею від давно померлого майстра епохи Відродження".
Ліричний зміст альбому базується на міфології, натхненній фентезійною літературою. Замість того, щоб зосередитися на існуючих міфологіях, група вирішила дослідити і створити власну міфологію в рамках Trivium.

## Відгуки

### Відгуки критиків
Альбом отримав схвальні відгуки критиків. AllMusic дав альбому позитивну рецензію, сказавши: "В цілому, In the Court of the Dragon стоїть поряд з найкращими роботами Trivium. Він містить в собі класичне поєднання мелодійного трешу/металкору і тех-дезу в настільки ж потужному, наскільки амбітному і різноманітному звучанні, що створює чудово спродюсовані, бездоганно написані пісні". Дом Лоусон із Blabbermouth.net дав альбому 8,5 балів із 10 і сказав "Тримаючись свого курсу, TRIVIUM виправдано сповнені впевненості на In the Court of the Dragon. Швидкість, з якою цей альбом був записаний, незалежно від обставин, вказує на похвальне колективне прагнення продовжувати творити". Ден МакГ'ю з Distorted Sound поставив альбому 10 балів з 10 можливих, сказавши: "На даному етапі своєї кар'єри TRIVIUM вже нічого не потрібно доводити, вони гордо належали до еліти протягом декількох десятиліть, але вони все ще виходять на сцену у повному складі і створюють матеріал, який пропонує щось нове і освіжаюче. In the Court of the Dragon звучить настільки ж сміливо і креативно, як і безстрашно експериментально. Їм вдалося розсунути свої кордони, не нехтуючи основними елементами, які зробили їх однією з найшанованіших груп на планеті і, в свою чергу, створити один з найсильніших альбомів, якщо не вершину своєї кар'єри на сьогоднішній день". Kerrang! поставив альбому 4 з 5 і заявив: "У сукупності це один із найпереконливіших чистих метал-релізів 2021 року і дає його творцям привід пишатися своєю справою. Вміло демонструючи, що вони тільки стали сильнішими протягом своєї 22-річної кар'єри, не буде несподіванкою, якщо вони нарешті перейдуть до статусу хедлайнерів на арені з In the Court of the Dragon. Це пісні, які створені для того, щоб звучати на найбільших сценах, і вони цього заслуговують".
Louder Sound дали альбому позитивну рецензію і заявили: "З точки зору гурту, який грає новітній, сучасний хеві-метал, Trivium були кращими протягом деякого часу. Вони все ще залишаються кращими, і In the Court of the Dragon - це приголомшливий хеві-метал-альбом. Чи були коли-небудь сумніви?" Metal Injection оцінили альбом на 9 з 10 і заявили: In the Court of the Dragon представляє звучання, розкрите настільки широко, що майже неможливо вгадати, що може послідувати за ним. Хоча з таким альбомом, як цей, кого хвилює, коли це станеться?" New Noise New Noise поставили альбому 4 бали з 5 і заявили: "Шанувальники гурту будуть в екстазі від того, що вони почують. Це потужний альбом-гімн, кожен трек якого відштовхується від попереднього. Trivium дійсно зробили це, і, чесно кажучи, In the Court of the Dragon може бути метал-альбомом року для нас". Rock 'N' Load похвалив альбом, сказавши: In the Court of the Dragon - це захоплюючий і надзвичайно цікавий альбом, в якому є все, що можна вимагати не тільки від альбому Trivium, але й від метал-альбому, і який повинен почути кожний шанувальник цього жанру. Повірте, ви просто зобов'язані!" Джеймі Гіберті з Rock Sins оцінив альбом на 8,5 балів з 10 і сказав In the Court of the Dragon - це третій акт у трилогії The Sin and the Sentence і What the Dead Men Say. Чудова послідовна еволюція, а не революція, яка повинна показати, що Trivium продовжує підніматися до висот останніх кількох років і рухатися далі". Wall of Sound дав альбому ідеальну оцінку 10/10 і сказав: Trivium - це просто Trivium, і In the Court of the Dragon - ще один реліз, який підтверджує, що вищезгаданий метал-гурт є одним із найкращих на планеті". Loudwire назвав його одним із кращих метал-альбомів 2021 року.

### Відзнаки
| Видання  | Нагорода                                                                   | Місце |
| -------- | -------------------------------------------------------------------------- | ----- |
| Kerrang! | Топ 50 Альбомів 2021 Року                                                  | 13    |
| Loudwire | 45 Найкращих Рок + Метал Альбомів 2021 Року                                | 11    |
| Loudwire | 35 Найкращих Пісень у Жанрі Метал 2021 Року ("In the Court of the Dragon") | 16    |

## Перелік пісень
Автор музики і слів Trivium, окрім "X", автором якої є Ihsahn. 
| Список пісень альбому In the Court of the Dragon | Список пісень альбому In the Court of the Dragon | Список пісень альбому In the Court of the Dragon |
| #                                                | Назва                                            | Тривалість                                       |
| ------------------------------------------------ | ------------------------------------------------ | ------------------------------------------------ |
| 1.                                               | «X» (інструментальна)                            | 1:27                                             |
| 2.                                               | «In the Court of the Dragon»                     | 5:09                                             |
| 3.                                               | «Like a Sword Over Damocles»                     | 5:30                                             |
| 4.                                               | «Feast of Fire»                                  | 4:18                                             |
| 5.                                               | «A Crisis of Revelation»                         | 5:35                                             |
| 6.                                               | «The Shadow of the Abattoir»                     | 7:11                                             |
| 7.                                               | «No Way Back Just Through»                       | 3:53                                             |
| 8.                                               | «Fall Into Your Hands»                           | 7:45                                             |
| 9.                                               | «From Dawn to Decadence»                         | 4:08                                             |
| 10.                                              | «The Phalanx»                                    | 7:15                                             |
| 52:11                                            |                                                  |                                                  |

| Бонусні треки японської версії | Бонусні треки японської версії            | Бонусні треки японської версії |
| #                              | Назва                                     | Тривалість                     |
| ------------------------------ | ----------------------------------------- | ------------------------------ |
| 11.                            | «Beyond Oblivion» (live)                  | 5:21                           |
| 12.                            | «Amongst the Shadows & the Stones» (live) | 5:39                           |
| 63:11                          |                                           |                                |

## Персонал
Титри адаптовані з AllMusic.
Trivium
- Метт Гіфі - вокал, гітари
- Корі Больє - гітари, екстрим-бек-вокал
- Паоло Ґреґолетто - бас, чистий бек-вокал
- Алекс Бент - ударні, перкусія

Додатковий персонал
- Джош Вілбур - виробництво, інжиніринг, міксування
- Ihsahn - програмування, аранжування, інструментування, оркестрування, композиція (трек 1)
- Пол Суарес – допомога у міксуванні
- Тед Дженсен - мастеринг
- Ешлі Гіфі– художнє оформлення, дизайн, макетування
- Trivium - художнє оформлення
- Матьє Нозьє - художня робота
- Райан Макфол і Том Гріффітс - фотографія
- Майк Данн - фото гурту

## Чарти
| Чарти (2021)                                       | Найвища позиція |
| -------------------------------------------------- | --------------- |
| Австралія Australian Albums (ARIA)                 | 9               |
| Австрія Austrian Albums (Ö3 Austria)               | 7               |
| Бельгія Belgian Albums (Ultratop Flanders)         | 49              |
| Бельгія Belgian Albums (Ultratop Wallonia)         | 52              |
| Фінляндія Finnish Albums (Suomen virallinen lista) | 11              |
| Франція French Albums (SNEP)                       | 94              |
| Німеччина German Albums (Offizielle Top 100)       | 7               |
| Угорщина Hungarian Albums (MAHASZ)                 | 14              |
| Ірландія Irish Albums (IRMA)                       | 69              |
| Japan Hot Albums (Billboard Japan)                 | 46              |
| Японія Japanese Albums (Oricon)                    | 41              |
| Португалія Portuguese Albums (AFP)                 | 16              |
| Шотландія Scottish Albums (OCC)                    | 5               |
| Spanish Albums (PROMUSICAE)                        | 73              |
| Швейцарія Swiss Albums (Schweizer Hitparade)       | 4               |
| Велика Британія UK Albums (OCC)                    | 20              |
| Велика Британія UK Rock & Metal Albums (OCC)       | 1               |
| США Billboard 200                                  | 71              |
| США Top Hard Rock Albums (Billboard)               | 3               |
| США Top Rock Albums (Billboard)                    | 8               |